# NGC 7374B
NGC 7374B في الفهرس العام الجديد، هي مجرة، تقع في كوكبة الفرس الأعظم. اكتشفت بواسطة ألبرت مارث.

## روابط خارجية
- NGC 7374B على موقع ويكي سكاي: DSS2, SDSS, GALEX, IRAS, Hydrogen α, X-Ray, Astrophoto, Sky Map, Articles and images